# 半偶制
半偶制是一种亲属系统，在社会内只能存在两个半偶制系统。这些案例中，社群一般是单系制度(即父系制度或母系制度)，任何出生在这两个系统中的个体，其婚姻都发生于相对的半偶制社群之间。它是一种只有2个氏族的外婚制氏族系统。
父系亲属系统中，女性可在两个之间交换的系统被称为半偶制系统。半偶制社会主要存在于北美洲原住民和澳大利亚原住民中。:357–376:333–339:6–27

## 阅读更多
- . 大英百科全书.   [2021-06-05]. （原始内容存档于2021-02-14）.